# NGC 3408
NGC 3408 é uma galáxia espiral (Sc) localizada na direcção da constelação de Ursa Major. Possui uma declinação de +58° 26' 19" e uma ascensão recta de 10 horas, 52 minutos e 11,5 segundos.
A galáxia NGC 3408 foi descoberta em 8 de Abril de 1793 por William Herschel.